# Titularbistum Absa Salla
Absa Salla (ital.: Absasalla) ist ein Titularbistum der römisch-katholischen Kirche.
Es geht zurück auf einen untergegangenen Bischofssitz in der gleichnamigen antiken Stadt Absa Salla.
| Titularbischöfe von Absa Salla |                        |                                              |                   |                    |
| Nr.                            | Name                   | Amt                                          | von               | bis                |
| 1                              | Domenico Ferrara MCCJ  | Apostolischer Vikar von Mupio (Sudan)        | 15. März 1966     | 21. September 1998 |
| 2                              | Lawrence Pius Dorairaj | Weihbischof in Madras-Mylapore (Indien)      | 28. November 1998 | 13. Januar 2012    |
| 3                              | Christopher Glancy CSV | Weihbischof in Belize City-Belmopan (Belize) | 18. Februar 2012  |                    |